# アンナ・マリーア・スフォルツァ
アンナ・マリーア・スフォルツァ（Anna Maria Sforza, 1476年7月21日 - 1497年12月2日）は、イタリア・ミラノ公国の統治者スフォルツァ家の公女。フェラーラ公アルフォンソ1世の最初の妻。夫が家督を継承する以前に死去している。

## 生涯
ミラノ公ガレアッツォ・マリーア・スフォルツァと、その2番目の妻でサヴォイア公ルドヴィーコの娘であるボナ・ディ・サヴォイアの間の第4子、次女、末娘として生まれた。誕生の半年後に父が暗殺され、公国の実権はまもなく叔父ルドヴィーコ・イル・モーロに握られた。
1491年1月17日にフェラーラ公エルコレ1世の嫡男アルフォンソ1世と結婚。1497年12月、最初の子供を出産した際、子供と一緒に死亡した。母子の遺体はサン・ヴィート修道院に葬られた。スフォルツァ家とエステ家の同盟関係は、アンナ・マリーアの死と共に解消に向かった。夫は1502年にルクレツィア・ボルジアと再婚している。